# William Milnes

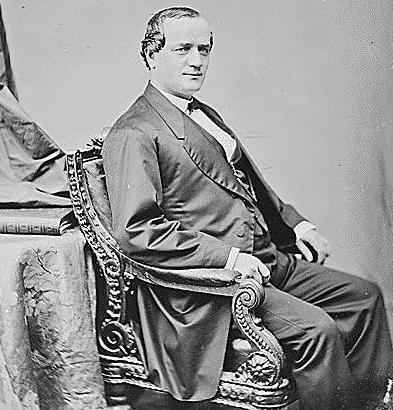
William Milnes

William Milnes Jr. (* 8. Dezember 1827 in Yorkshire, England; † 14. August 1889 in Shenandoah, Virginia) war ein US-amerikanischer Politiker. In den Jahren 1870 und 1871 vertrat er den Bundesstaat Virginia im US-Repräsentantenhaus.

## Leben
Bereits im Jahr 1829 kam William Milnes mit seinen Eltern in die Vereinigten Staaten, wo sich die Familie in Pottsville (Pennsylvania) niederließ. Er besuchte die öffentlichen Schulen seiner neuen Heimat und absolvierte danach eine Ausbildung zum Maschinisten. Später war er im Bergbau und im Kohlegeschäft tätig. Seit 1865 lebte Milnes in Shenandoah, wo er in der Eisenindustrie arbeitete. Gleichzeitig schlug er als Mitglied der kurzlebigen Conservative Party eine politische Laufbahn ein. Im Jahr 1870 wurde er in das Abgeordnetenhaus von Virginia gewählt.
Nach der Wiederaufnahme Virginias in die Union wurde Milnes im sechsten Wahlbezirk seines Staates in das US-Repräsentantenhaus in Washington, D.C. gewählt, wo er am 27. Januar 1870 sein neues Mandat antrat. Bis zum 3. März 1871 konnte er die laufende Legislaturperiode im Kongress beenden. Nach dem Ende seiner Zeit im US-Repräsentantenhaus betätigte sich Milnes wieder in der Eisenindustrie. Er starb am 14. August 1889 in Shenandoah.